# Rosa Rosenberg
Rosa Rosenberg (Lviv, 8 de enero de 1921-Ciudad de México, 23 de abril de 1981) fue una pintora mexicana surrealista. Nacida en Lviv, emigró a México a la edad de dos años. Estudió pintura en privado; en 1966 ganó el primer lugar en el concurso "Nuevos Valores", que había organizado el Centro Deportivo Hebreo. Expuso su obra entre 1968 y 1975, y fue presentada en una exposición colectiva en 1975 en el Palacio de Bellas Artes. Su última exposición individual fue en la Galería Lanai en mayo de 1979.

## Primeros años
Rosa Rosenberg (apellido de soltera Seifer) hija de Ignacio Seifer y María Lazchower, nació en Lviv, Polonia (actual Ucrania). Los Seifers migraron a México escapando de la agitación social y los disturbios en Polonia. Acompañados por la madre de Ignacio, Ethel, y la hermana mayor de Rosa, Lea, arribaron al puerto de Veracruz en noviembre de 1923, inmediatamente después de que establecieran su residencia en la Ciudad de México. En los años siguientes, del matrimonio nacieron dos hijas más, Dora y Flora.
Asistió a una escuela primaria ubicada en la calle Correo Mayor, y secundaria en la Secundaria Número Dos, luego obtuvo la licenciatura en Comercio y Administración, y estudió inglés y francés.

## Carrera
En 1966 Rosa ganó el primer premio en el concurso "Nuevos Valores" en el Centro Deportivo Israelita. Dos años después, en 1968, fue invitada a participar de una muestra colectiva a gran escala en la Galería Chapultepec como parte del Festival Internacional de las Artes, programa cultural de los XIX Juegos Olímpicos celebrados en la Ciudad de México.
Rosenberg inauguró su primera exposición individual el 13 de agosto de 1968 en la Galería Jack Misrachi. Las invitaciones para el programa incluyeron texto elogiando su trabajo por el director de cine Alejandro Jodorowsky, esta colección fue revisada positivamente en varios periódicos, entre ellos Últimas Noticias, El Heraldo de México, El Día, The News, Novedades, Excélsior, entre otros. El 29 de septiembre de 1970 se inauguró su segunda exposición individual en la galería Mer-Kup, propiedad del marchante de arte Merle de Kuper. Al obtener una respuesta crítica similar a la del programa de Misrachi, su carrera se lanzó en más invitaciones a exposiciones colectivas y entrevistas de reporteros locales donde su trabajo fue comparado con el de Remedios Varo, Leonora Carrington y Salvador Dalí.
Su primera aparición internacional ocurrió en las Galerías Mabat en Tel Aviv, donde la embajadora de México, Rosario Castellanos, habló en el evento inaugural. Durante julio y agosto de 1975, como parte del Año Internacional de la Mujer, su trabajo fue incluido en la exposición colectiva titulada 'La mujer y la plástica' en el museo Palacio de Bellas Artes.
El 22 de mayo de 1979 se inauguró en la Galería Lanai su última muestra individual, 'Surrealismo y Fantasía' mostrando 17 óleos. En el mismo año, la Enciclopedia de México incluyó, por primera vez, una breve entrada sobre ella.

## Vida personal
En 1942 se casó con Moishe Rosenberg, un inmigrante judío asquenazí que era dueño de una joyería en el área central de la Ciudad de México. Su primer hijo murió poco después del nacimiento, y su segundo, Samuel, falleció en un accidente a los 23 años, tuvo dos hijos más, León y Florence Rosenberg.
Falleció el 23 de abril de 1981, tras una larga batalla contra el cáncer. En 1981 se publicó el libro: “Rosa Rosenberg: Surrealismo y Fantasía”, en donde incluye una biografía detallada, más de cien ilustraciones, así como numerosas notas de prensa, citas, entrevistas y otros referentes sobre su vida y obra.

## Lista de exposiciones
Individual
- Agosto de 1968, Galería Jack Misrachi
- Septiembre de 1970, Galería Mer-Kup
- Agosto de 1971, Galerías Mabat
- Octubre de 1975, Club de Golf Bellavista
- Mayo de 1979, Galería Lanai.

Grupo
- Diciembre de 1966, Centro Deportivo Israelita
- Febrero de 1968, Galería Chapultepec
- Octubre de 1970, Centro Deportivo Israelita
- Abril - mayo de 1971, Galería Mer-Kup
- Febrero de 1974, Westside Jewish Community Center, Los Ángeles, California
- Julio - agosto de 1975, Palacio de Bellas Artes
- Septiembre de 1976, Centro Deportivo Israelita
- Septiembre de 1977, Galería Mer-Kup
- Octubre de 1977, Galería Silvya Ocerkovsky
- Mayo de 1978, Centro Deportivo Israelita